# 분교
분교(分校), 또는 분교장은 본 학교와 떨어진 곳에 세운 학교를 말한다. 주로 낙도나 산간 등 기존의 학교를 추가로 개설하기 어렵거나, 인구가 적은 지역에서의 교육 서비스를 위해 개설된다.

## 초중등 분교장
대한민국의 경우 초·중등, 특수공립학교의 경우 교육감이, 고등학교의 경우 관할청의 허가를 받아 설립자나 경영자가 분교를 설치할 수 있다.

### 분교 명단
| 본교             | 위치                                | 분교                                 | 위치                               | 설립   | 교통 |
| ---------------- | ----------------------------------- | ------------------------------------ | ---------------------------------- | ------ | ---- |
| 대구공업고등학교 | 대구광역시 동구 대현로 135          | 대구공업고등학교 테크노폴리스 캠퍼스 | 대구광역시 달성군 유가읍 유가길 46 | 2021년 | ?    |
| 성주중학교       | 경상북도 성주군 성주읍 주천로 15-18 | 성주중학교 가천분교                  | 경상북도 성주군 가천면 창천5길 13  | 1953년 | ?    |
| 거창중학교       | 경상남도 거창군 거창읍 동동6길 9    | 거창중학교 고제분교                  | 경상남도 거창군 고제면 고제로 48   | 1971년 | ?    |

## 대학교의 분교
대학이 다른 지역에 같은 교명으로 설립한 또 다른 대학을 말한다. 외국의 경우 미국 UC계열 대학이 대표적으로 이와 같은 시스템에 속하며 대한민국의 경우 설립자나 경영자가 교육부 장관의 인가를 받아 국내외에 설치할 수 있다. 홍익대학교 세종캠퍼스와 상명대학교 천안캠퍼스는 분교가 아닌 이원화 캠퍼스로 밝혀져 2017년에 논란이 되었다. 건국대학교는 미국의 퍼시픽스테이츠 대학을 인수하여 사실상의 미국 분교로 운영중이다.

### 대한민국의 대학교 분교 일람
대한민국 전국의 본교와 분교를 말한다. 이 중에서 이원화캠퍼스도 있는데 이는 본교와 통합된 경우를 말한다. 한양대학교 안산캠퍼스는 다른 분교의 대학교와 다를 바 없는 일종의 분교였다. 2009년에는 ERICA로 변경되었지만, 이후 서울 강남역에서 3102번 일반버스를 타고 한양대학교 안산 분교 정문을 거쳐 후문으로 빠져나가는 유일한 교통수단이 생겼다. 서울 강남역과 양재역 기준으로 일반 버스를 타고, 한양대학교 ERICA 캠퍼스까지 도달하는데 걸리는 시간은 1시간 정도 걸린다. 이는 강남역에서 신촌역, 상명대, 고려대역까지 가는 시간과 유사하다.
| 대학교 구분 | 대학교 구분 |
| ----------- | ----------- |
|             | 본교        |
|             | 분교        |

| 본교       | 위치                           | 분교                    | 위치                               | 설립   | 교통                                                   |
| ---------- | ------------------------------ | ----------------------- | ---------------------------------- | ------ | ------------------------------------------------------ |
| 건국대학교 | 서울특별시 광진구 능동로 120   | 건국대학교 글로컬캠퍼스 | 충청북도 충주시 충원대로 268       | 1980년 | 충주역                                                 |
| 고려대학교 | 서울특별시 성북구 안암로 145   | 고려대학교 세종캠퍼스   | 세종특별자치시 세종로 2511         | 1980년 | 조치원역 고대 홍대 터미널 (서울특별시 고속터미널 방면) |
| 동국대학교 | 서울특별시 중구 필동로 1길30   | 동국대학교 WISE캠퍼스   | 경상북도 경주시 석장길 40-12       | 1978년 | 경주역                                                 |
| 연세대학교 | 서울특별시 서대문구 연세로 50  | 연세대학교 미래캠퍼스   | 강원특별자치도 원주시 연세대길 1   | 1978년 | 남원주역                                               |
| 한양대학교 | 서울특별시 성동구 왕십리로 222 | 한양대학교 ERICA캠퍼스  | 경기도 안산시 상록구 한양대학로 55 | 1979년 | 한대앞역 3102번 일반버스(서울특별시 강남역 방면)       |

#### 대한민국의 해외 분교 일람
| 본교       | 위치       | 분교                          | 위치                           | 설립 |
| ---------- | ---------- | ----------------------------- | ------------------------------ | ---- |
| 동국대학교 | 서울특별시 | 동국대학교 로스엔젤레스캠퍼스 | 미국 캘리포니아주 로스엔젤레스 |      |

## 같이 보기
- 이원화 캠퍼스
- 스카이 (대학교)